# عين الكبيرة (حلب)
عين الكبيرة قرية سوريّة تتبع إداريّاً لمحافظة حلب منطقة جبل سمعان ناحية مركز جبل سمعان، بلغ تعداد سكانها 1,552 نسمة حسب التعداد السكاني لعام 2004.